# Elián Quesada
Kristopher Elián Quesada-Thorn (Londres, 19 de febrero de 2005) es un futbolista costarricense que juega como lateral izquierdo en la L. D. Alajuelense de la Primera División de Costa Rica.

## Trayectoria

### Inicios
Quesada-Thorn empezó a jugar al fútbol a los dos o tres años, jugando con su padre en campamentos de fútbol sala. Se unió a su primer club de la liga dominical, el Whetstone Wanderers, en Woodside Park, Londres, cuando tenía seis años. Quesada-Thorn jugó para el Whetstone Wanderers durante cuatro años hasta que jugó contra un equipo de la academia del Arsenal F. C.. Después de una exitosa prueba con el Arsenal, se unió al club en el 2015, a pesar de haber realizado pruebas previamente con el Reading, el West Ham y el Tottenham Hotspur.
Quesada-Thorn debutó en el EFL Trophy con la categoría sub-21 del Arsenal el 20 de septiembre de 2022, contra el Ipswich Town, siendo titular como lateral izquierdo, el encuentro, disputado en el estadio Portman Road, finalizó con una derrota por 2-0. En marzo de 2023, sufrió una fractura en la espalda, que lo descartó para el resto de la temporada 2022-23 con la academia. Firmó su primer contrato profesional con el club el 6 de julio de 2023.
Dejó el Arsenal el junio de 2025. En julio, fue anunciado como nuevo jugador de la L. D. Alajuelense.

### L. D. Alajuelense
El 19 de julio de 2025, se oficializó su fichaje a la L. D. Alajuelense como agente libre y con un contrato hasta junio de 2027. El 3 de agosto, debutó contra el Guadalupe F. C., ingresó desde el minuto 79, y colaboró en la anotación al 90+3, tras librarse de dos rivales, ofrecerle un pase a Alberto Toril, para que finalmente Creichel Pérez anotara en el encuentro, el partido finalizó por la victoria 1-0.

## Selección nacional

### Categorías inferiores
Fue convocado el 19 de enero de 2022 por el técnico Vladimir Quesada integrando al plantel de la selección sub-20 de Costa Rica para dos partidos amistosos contra México. Su debut se produjo el 29 de enero, fue alineado como titular en la derrota en el marcador 2-0. Tres días después disputó su segundo encuentro contra México, esta vez como jugador suplente ingresando en la parte complementaria con derrota 2-1.

### Selección absoluta
El 30 de agosto de 2023, fue convocado por el director técnico Claudio Vivas por la selección de Costa Rica en una gira hacia Europa contra los encuentros amistosos ante Arabia Saudita y Emiratos Árabes Unidos. El 1 de septiembre se dio de baja la convocatoria de Elián, debido a una lesión.

## Estadísticas

### Clubes
Actualizado al último partido jugado el 7 de agosto de 2025.
| Club                           | Div.          | Temporada     | Liga  | Liga  | Liga   | Copas nacionales | Copas nacionales | Copas nacionales | Copas internacionales | Copas internacionales | Copas internacionales | Total | Total | Total  |
| Club                           | Div.          | Temporada     | Part. | Goles | Asist. | Part.            | Goles            | Asist.           | Part.                 | Goles                 | Asist.                | Part. | Goles | Asist. |
| ------------------------------ | ------------- | ------------- | ----- | ----- | ------ | ---------------- | ---------------- | ---------------- | --------------------- | --------------------- | --------------------- | ----- | ----- | ------ |
| L. D. Alajuelense · Costa Rica |               |               |       |       |        |                  |                  |                  |                       |                       |                       |       |       |        |
| 1.ª                            | 2025-26       | 1             | 0     | 0     | 0      | 0                | 0                | 1                | 0                     | 0                     | 2                     | 0     | 0     |        |
| Total club                     | Total club    | 1             | 0     | 0     | 0      | 0                | 0                | 1                | 0                     | 0                     | 2                     | 0     | 0     |        |
| Total carrera                  | Total carrera | Total carrera | 1     | 0     | 0      | 0                | 0                | 0                | 1                     | 0                     | 0                     | 2     | 0     | 0      |
| 1. Fuente:Transfermarkt        |               |               |       |       |        |                  |                  |                  |                       |                       |                       |       |       |        |

## Vida privada
Elián Quesada es inglés de nacimiento, nacionalidad costarricense por parte del padre, el abuelo materno de Elián es sueco, y su abuela materna es de nacionalidad Irlandesa.